# ماكسيم ستويان
ماكسيم ستويان (بالأوكرانية: Стоян Максим Анатолійович)‏ هو لاعب كرة قدم أوكراني في مركز الدفاع، ولد في 19 أغسطس 1980 في هريبينكي في أوكرانيا. لعب مع تشورنومورتس أوديسا.

## وصلات خارجية
- ماكسيم ستويان على موقع اتحاد أوكرانيا (الإنجليزية)
- ماكسيم ستويان على موقع قاعدة بيانات كرة القدم.إي يو (الإنجليزية)
- ماكسيم ستويان على موقع Soccerway.com (الإنجليزية)